# زندگی (مجموعه تلویزیونی بی‌بی‌سی)
زندگی، نام یک مجموعه مستند طبیعی است که توسط تلویزیون بی‌بی‌سی تولید شده است و برای نخستین بار به عنوان قسمتی از «فصل داروین بی‌بی‌سی» در شبکه‌های «بی‌بی‌سی وان» و «بی‌بی‌سی اچ‌دی» از اکتبر تا دسامبر ۲۰۰۹ پخش شد. این مجموعه مستند، یک نگاه جهانی دارد به استراتژی‌های ویژه و رفتارهایی که موجودات زنده برای نجات خود نشان می‌دهند؛ همان چیزی که چارلز داروین از آن به عنوان «مبارزه برای بقاء» یاد می‌کند. مستند طبیعی زندگی، به مدت چهار سال و با کیفیت وضوح بالا (اچ دی) ساخته شده است.
این مستند بریتانیایی شامل ۱۰ قسمت ۵۰ دقیقه‌ای است. در ابتدای برنامه، یک معرفی کلی دربارهٔ مجموعه پخش می‌شود. در بخش دوم، نگاهی به گیاهان و بقیه آن اختصاص به گروه حیوانات مهاجر دارد. در این مجموعه، ویژگی‌های مشترکی به تصویر کشیده شده‌اند که به موفقیت هر گروه از حیوانات کمک می‌کند و سعی شده است، صمیمیت‌ها و لحظه‌های دراماتیک زندگی گونه‌هایی مستند شود که به خاطر جذابیت و رفتار شگفت آورشان انتخاب شده‌اند. بخش ۱۰ دقیقه‌ای پشت صحنه زندگی در محل که در پایان هر قسمت گنجانده شده است، مجموع زمان هر قسمت را به ۶۰ دقیقه می‌رساند.
مستند طبیعی زندگی، به وسیله واحد تاریخ طبیعی بی‌بی‌سی و با همکاری شبکه تلویزیونی دیسکاوری، تلویزیون اسکی و دانشگاه اوپن تولید شده است. متن اصلی، در نسخه‌های بریتانیایی و کانادایی این مجموعه استفاده شده و توسط دیوید اتنبرو نوشته و روایت شده است.